# Breadalbane (Schotland)

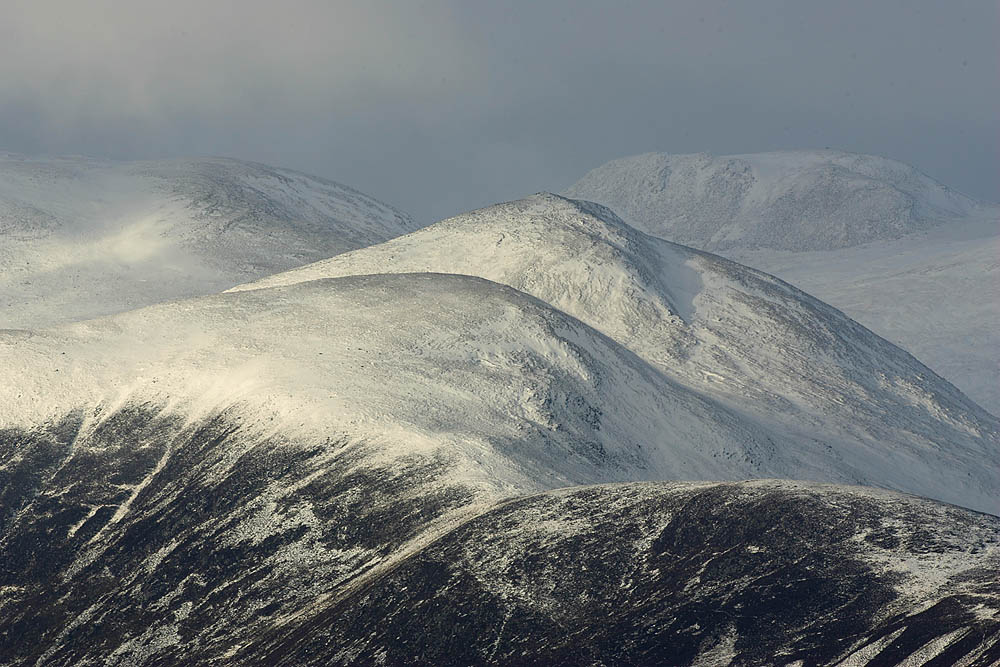
De heuvels van Breadalbane in de winter

Breadalbane (Schots-Gaelisch: Bràghaid Albann) is een regio in de zuidelijke/centrale Schotse Hooglanden, binnen de Grampian Mountains. Het is een bergachtig gebied dat de waterscheiding van Loch Tay omvat. De grenzen zijn ruwweg de West Highland Way in het westen, Rannoch Moor in het noordwesten, Loch Rannoch in het noorden, de rivier de Tummel in het oosten, de Highland-grens in het zuidoosten en Loch Earn en Loch Voil-Loch Doine in het zuiden. Het voormalige district Breadalbane werd omringd door de districten Atholl, Strathearn, Menteith, The Lennox, Argyll en Lochaber. 

## Geschiedenis

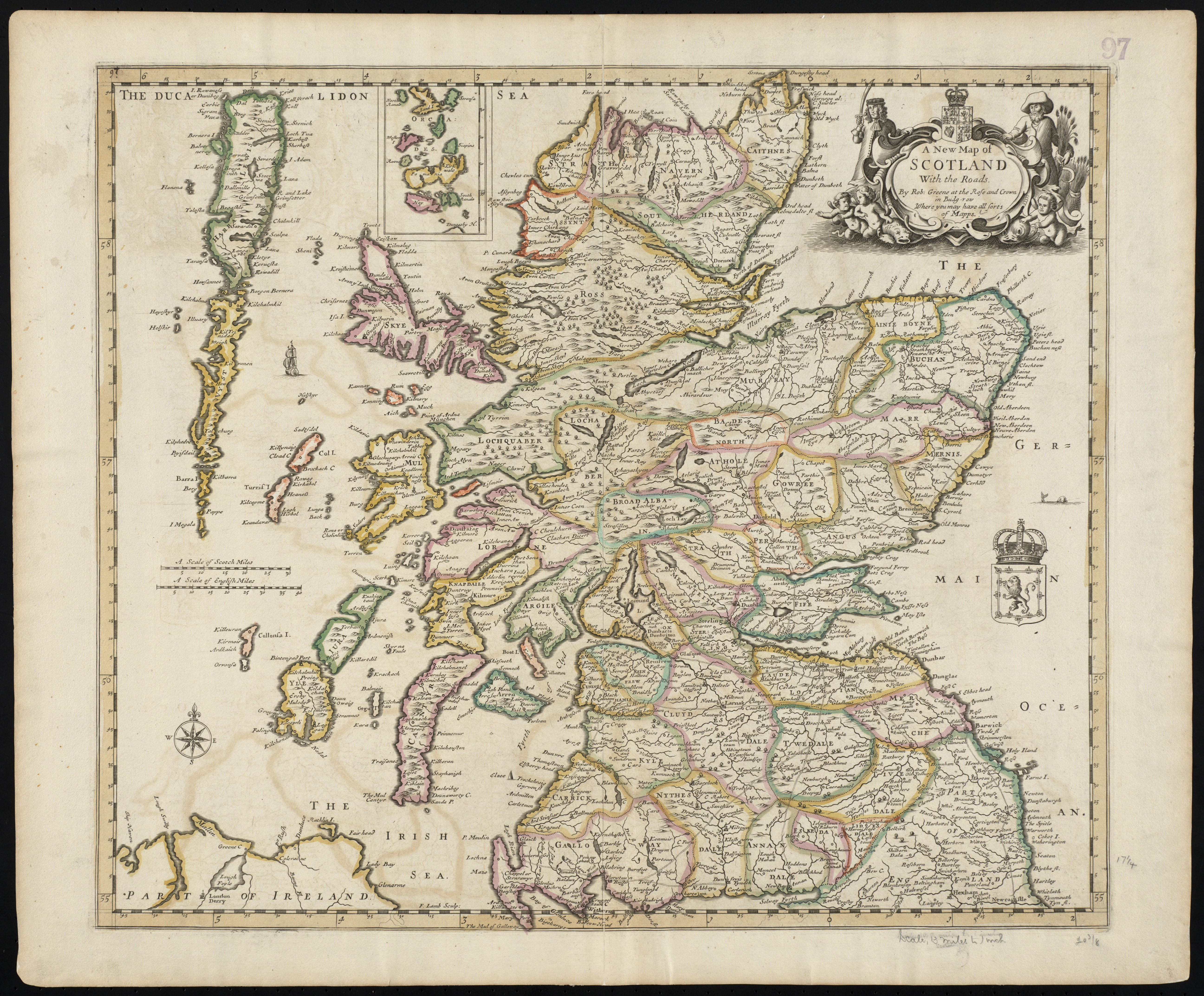
Een kaart uit 1689, die de grenzen van Breadalbane als provincie laten zien: in blauw, in het midden van de kaart, gelabeld als "broad alba-in"

Breadalbane vormde een van de traditionele provincies van Schotland, omringd door Atholl, Lorn, Argyll, The Lennox, Menteith en Strathearn (tegen de klok in vanuit het noorden). De provincie wordt aangeduid met de titel Earl of Breadalbane and Holland (de toevoeging Holland komt van een aparte titel die door dezelfde persoon werd geërfd); later werd de titel opgewaardeerd tot Marquess of Breadalbane.
De Breadalbane-tak van Clan Campbell is de oorsprong van de provincie als een afzonderlijke eenheid; vóór 1449 maakte het gebied deel uit van Atholl. Colin Campbell (tweede zoon van het hoofd van Clan Campbell) kreeg het land van koning Jacobus II van Schotland als dank voor het gevangen nemen van de moordenaars van Jacobus I van Schotland. De Campbells maakten het gebied de facto onafhankelijk van Atholl en in 1681 werden ze beloond voor hun loyaliteit aan de koninklijke familie door de formele omzetting van het gebied in een onafhankelijk graafschap, toegekend aan de erfgenaam van Colin Campbell.
Breadalbane lag in het centrum van een uitgestrekt gebied in centraal Schotland, dat Atholl, Menteith en Strathearn omvatte en dat door de moordenaars werd beheerst. Voordien waren Atholl, Menteith en Lennox in handen geweest van de oom van Jacobus I, Robert (en zijn zoon en schoonvader), die drie decennia lang Schotland had geregeerd terwijl Jacobus I gevangen zat en James' vader te zwak was; Robert had pogingen om Jacobus te bevrijden onderdrukt en werd ervan verdacht Jacobus' oudere broer te hebben vermoord. De vestiging van de Campbell in de regio hielp de koning het gevaar weg te nemen van zo'n groot centraal gebied met een gewoonte van ontrouw.
Omdat het een grotendeels landelijk en geïsoleerd gebied was, hield de sheriff in Perth toezicht op de shrieval. Toen halverwege de 19e eeuw de oude provincies werden vervangen door nieuwe graafschappen (shires), die op de grenzen van de sheriffdommen werden afgestemd, maakte Breadalbane deel uit van het nieuwe graafschap Perthshire. Geleidelijk aan werd Breadalbane weer onlosmakelijk verbonden met Atholl.

## Nationaal park Loch Lomond en de Trossachs
Een groot deel van Breadalbane ligt in het Nationaal park Loch Lomond en de Trossachs. De hoogste top in dit nationale park is Ben More. 
Het Breadalbane-gebied van het nationale park beslaat een groter gebied dan de provincie Breadalbane. Het is onderverdeeld in vier gemeenschappen, die vallen onder de gemeenschapsraden Balquhidder, Killin, St Fillans en Strathfillan. Balquhidder maakte historisch gezien geen deel uit van Breadalbane, hoewel het land eigendom was van de familie Campbell.

## Ecologie
Breadalbane staat erom bekend dat het een van de rijkste, zo niet de rijkste arctisch-alpiene flora van het Verenigd Koninkrijk herbergt. Om deze reden bevat het gebied, naast vele andere natuurlijke erfgoedbelangen, talrijke Sites of Special Scientific Interest (SSSI's) en Special Areas of Conservation (SAC's).

## Vernoemingen
De volgende locaties zijn vernoemd naar Breadalbane:
- Broadalbin, New York
- Breadalbane, Prince Edward Island
- Breadalbane, New South Wales